# 奧格登斯堡 (紐約州)
奥格登斯堡（英語：Ogdensburg）是美国纽约州聖老楞佐縣的一座城市。2010年人口普查时人口为11128人。 18世纪末，欧美移民以美国土地拥有者和开发者塞缪尔·奥格登（Samuel Ogden）命名社区。
奥格登斯堡市位于纽约北部边界，位于聖老楞佐河南岸的Oswegatchie河口。 作为聖老楞佐縣唯一正式指定的城市，它东部是纽约州马塞纳镇，西部是安大略省布罗克维尔。